# Distrito de Ráckeve
El distrito de Ráckeve (húngaro: Ráckevei járás) es un distrito húngaro perteneciente al condado de Pest.
En 2013 tiene 36 120 habitantes. Su capital es Ráckeve.

## Municipios
El distrito tiene una ciudad (en negrita), 2 pueblos mayores (en cursiva) y 8 pueblos (población a 1 de enero de 2013):
- Apaj (1224)
- Áporka (1121)
- Dömsöd (5795)
- Kiskunlacháza (8855)
- Lórév (292)
- Makád (1192)
- Ráckeve (9965) – la capital
- Szigetbecse (1304)
- Szigetcsép (2282)
- Szigetszentmárton (2133)
- Szigetújfalu (1957)